# Paweł Sala
Paweł Sala (ur. 10 czerwca 1958 w Poznaniu) – polski reżyser filmowy i teatralny, dramatopisarz.

## Życiorys
Jest absolwentem Uniwersytetu im. Adama Mickiewicza w Poznaniu i Wydziału Radia i Telewizji Uniwersytetu Śląskiego w Katowicach (1985). Przez wiele lat kręcił filmy dokumentalne, był autorem słuchowisk radiowych i sztuk teatralnych. W 2006 wyreżyserował Heroinę Tomasza Piątka na Scenie Studio Teatru Narodowego w Warszawie. Jego pierwszym filmem fabularnym był nakręcony w 2010 Matka Teresa od kotów (był również autorem scenariusza i współproducentem), za który otrzymał m.in. Paszport „Polityki” (2010), Nagrodę im. Stanisława Różewicza Koszalińskiego Festiwalu Debiutów Filmowych "Młodzi i Film" za reżyserię (2010), Nagrodę TVP Kultura Gwarancja Kultury (2011), Nagrodę Złotego Dzika na Festiwalu Reżyserii Filmowej w Świdnicy (2011), Nagrodę specjalną jury Tarnowskiej Nagrody Filmowej za najlepszy debiut (2011).